# José Alves da Costa
 José Alves da Costa  , né le 20 avril 1939 à Catanduva et mort le 4 décembre 2012 à Corumbá, est un prélat  catholique brésilien.

## Biographie
José Alves da Costa
est  ordonné prêtre en 1965 dans la "congrégation de la doctrine chrétienne". En 1986, il est nommé  évêque auxiliaire de Ponta Grossa et évêque titulaire de Thubursicum (de). En 1991 il devient évêque de Corumbá (en). Da Costa prend sa retraite en 1999.